# 제임스 래퍼티
제임스 래퍼티(James Lafferty, 1985년 7월 25일 ~ )는 미국의 배우이다.

## 출연 작품

### 영화
- 오큘러스 - 마이클 뒤몬트 역
- 로스트 온 퍼퍼스
- 와플 스트리트
- 스몰 타운 크라임

### 드라마
- 크라이시스 (NBC)